# آمیزش جنسی مقعدی در اسلام
رابطه جنسی مقعدی (که در اسلام بین دو مرد لواط نیز گفته می‌شود) میان دو مرد و میان یک مرد و یک زن احکام متفاوتی در دین اسلام دارد.

## میان زن و مرد
نظر قرآن درباره رابطه جنسی مقعدی میان زن و مرد نیز چندان تفاوتی نمی‌کند، به خصوص در دوران قاعدگی زن. قرآن می‌گوید: 
 از تو در باره عادت ماهانه [زنان] مى پرسند بگو آن رنجى است پس هنگام عادت ماهانه از [آميزش با] زنان كناره گيرى كنيد و به آنان نزديك نشويد تا پاك شوند پس چون پاك شدند از همان جا كه خدا به شما فرمان داده است با آنان آميزش كنيد خداوند توبه كاران و پاكيزگان را دوست می‌دارد (۲۲۲)— قرآن، سوره بقره 
 در دید اهل سنت، رابطه مقعدی حتی اگر با رضایت دو طرف انجام پذیرد، حرام است. زیرا آنان عقیده دارند که یک توافق دو طرفه دلیلی بر حرام نبودن چیزی که در احادیث ممنوع شده است، نیست.   
یوسف قرضاوی، یکی از علمای معاصر اهل سنت، می‌گوید که رابطه جنسی مقعدی حرام است و حتی اگر مرد از زن چنین درخواستی کرد، او نباید تمکین کند و اگر اصرار کرد و تلاش نمود تا خود را به زن تحمیل کند، باید از او طلاق بگیرد.  همچنین علمای اهل سنت تاکید کرده‌اند که زوج‌هایی رابطه جنسی مقعدی داشته‌اند، باید توبه نموده و دیگر آن را تکرار نکنند.

### آیهزنان کشتزار شمایند
درقرآن در آیه ۲۲۳ سوره بقره نوشته شده است که زنان کشتزار شما هستند و اجازه دارید که هرگونه که می‌خواهید، به کشتزار خود وارد شوید. این آیه معمولاً به‌عنوان مجوزی برای رابطه مقعدی در نظر گرفته می‌شود؛ با این حال در میان علمای اسلامی در مورد آن اختلاف نظر وجود دارد. در این آیه آمده است:
زنان شما كشتزار شما هستند پس از هر جا [و هر گونه] كه خواهيد به كشتزار خود [در]آييد و آنها را براى خودتان مقدم داريد و از خدا پروا كنيد و بدانيد كه او را ديدار خواهيد كرد و مؤمنان را [به اين ديدار] مژده ده (۲۲۳)— قرآن، سوره بقره
با این حال اکثر علمای مسلمان عقیده ندارند که این آیه مجوزی بر رابطه مقعدی باشد. آنان بر این باورند که حتی رابطه مقعدی با انگشت نیز حرام است. 

## در قرآن
در قرآن به احکام مختلف از جمله احکام روابط جنسی پرداخته شده است. در برخی آیات قرآن به صورت مستقیم به رابطه جنسی مقعدی اشاره شده است که این کتاب آن را «لواط» می‌نامد و به عقیده مسلمانان گناهی است که قوم لوط مرتکب آن شده‌اند. پس از آن خدا لوط را به عنوان پیامبر آنان برگزید و به سوی سدوم و گمورا فرستاد. داستان لوط معمولاً به عنوان مخالفت صریح اسلام با همجنسگرایی در نظر گرفته می‌شود. خدا به لوط امر کرد تا به سوی قومش رفته و آنان را به یکتاپرستی دعوت نموده و از آنان بخواهد تا دست از رابطه جنسی مقعدی میان دو مرد بردارند.

و لوط را فرستادیم هنگامى که به قوم خود گفت: «شما عمل بسیار زشتى انجام مى دهید که هیچ یک از مردم جهان پیش از شما آن را انجام نداده است! (۲۸) آیا شما به سراغ مردان مى روید و راه (تداوم نسل انسان) را قطع مى کنید و در مجلستان اعمال ناپسند انجام مى دهید»؟!، اما پاسخ قومش جز این نبود که گفتند: «اگر راست مى گوئى عذاب الهى را براى ما بیاور»! (۲۹) (لوط) عرض کرد: «پروردگارا! مرا در برابر این قوم تبهکار یارى فرما»! (۳۰) و چون رسولان ما (فرشتگان عالم قدس) به ابراهیم بشارت (فرزند) آوردند گفتند: ما (به امر خدا) اهل این دیار را که قومی سخت ظالم و بدکارند هلاک می‌کنیم. (۳۱)— قرآن، سوره عنکبوت، ۲۸-۳۱
 قرآن مخالف رابطه جنسی میان دو مرد، یا آنگونه که در ادبیات قرآنی آمده، لواط است. در کتاب آسمانی مسلمانان نقل شده که لوط خطاب به مردمش می‌گوید: 
آيا از ميان مردم جهان با مردها در مى آميزيد (۱۶۵) و آنچه را پروردگارتان از همسرانتان براى شما آفريده وامى گذاريد [نه] بلكه شما مردمى تجاوزكاريد (۱۶۶) گفتند اى لوط اگر دست برندارى قطعاً از اخراج شدگان خواهى بود (۱۶۷) گفت به راستى من دشمن كردار شمايم (۱۶۸)— قرآن، سوره شعرا، ۱۶۵-۱۶۸
و همچنین آمده‌است: 
و لوط را (به یاد آور) هنگامى که به قومش گفت: «آیا شما به سراغ کار بسیار زشتى مى روید در حالى که (نتایج شوم آن را) مى بینید؟! (۵۴) آیا شما به جاى زنان، از روى شهوت به سراغ مردان مى روید؟! شما قومى نادانید»! (۵۵)— قرآن، سوره نمل، ۵۴-۵۵
 در قرآن همچنین به بلایی که به دلیل رابطه جنسی مردان با یکدیگر سوی قوم لوط نازل کرده‌است نیز اشاره می‌کند: 
به جان تو سوگند كه آنان در مستى خود سرگردان بودند (۷۲) پس به هنگام طلوع آفتاب فرياد [مرگبار] آنان را فرو گرفت (۷۳) و آن [شهر] را زير و زبر كرديم و بر آنان سنگهايى از سنگ گل بارانديم (۷۴) به يقين در اين [كيفر] براى هوشياران عبرتهاست (۷۵)— قرآن، سوره حجر، ۷۲-۷۵
باوجود اینکه قرآن یک مجازات معین برای همجنسگرایان تعیین نمی‌کند، به دلیل دید بسیار منفی‌ای که نسبت به آنان در این کتاب وجود دارد و داستان‌هایی که مربوط به مجازات شدن این افراد در قرآن دیده می‌شود، همجنسگرایی در جوامع اسلامی به یک عمل ناپسند تبدیل شده‌است. 
و (به خاطر آورید) لوط را، هنگامى که به قوم خود گفت: «آیا عمل بسیار زشتى را انجام مى دهید که هیچ یک از جهانیان، پیش از شما انجام نداده است»؟! (۸۰) آیا شما از روى شهوت به سراغ مردان مى روید نه زنان؟! شما گروه اسرافکار (و منحرفى) هستید»! (۸۱) ولى پاسخ قومش چیزى جز این نبود که گفتند: «اینها را از شهر و دیار خود بیرون کنید، که این‌ها مردمى هستند که پاکدامنى را مى طلبند (و با ما هم صدا نیستند)»! (۸۲) (چون کار به اینجا رسید،) ما او و خاندانش را رهائى بخشیدیم؛ جز همسرش، که از بازماندگان (در شهر) بود» (۸۳) و (سپس چنان) بارانى (از سنگ) بر آنها فرستادیم؛ (که آنها را در هم کوبید و نابود ساخت.) پس بنگر سرانجام کار مجرمان چه شد! (۸۴)— قرآن، سوره اعراف، ۸۰-۸۴

## نظر شیعیان
به‌نظر بیشتر علمای شیعه رابطهٔ مقعدی حرام است مگر این‌که زوجه با آن موافق باشد که در این صورت نیز کراهت شدید دارد و اگر موافق نباشد، احتیاط واجب است که از آن حذر شود. سید روح‌الله خمینی در تحریرالوسیله دید مثبتی نسبت به رابطه جنسی مقعدی ندارد و گفته است «کراهت شدیده دارد» . سید علی سیستانی  در رابطه با آمیزش جنسی مقعدی می گوید «اگر بدون رضایت زن باشد به احتیاط واجب جایز نیست و در صورت رضایت نیز کراهت شدید دارد  و سید صادق حسینی شیرازی بر این باور است که رابطه جنسی مقعدی گرچه عمل نیکویی نیست، اما در صورتی که زن رضایت داشته باشد، مجاز است.البته برخی از مراجع تقلید شیعیان مانند: سید ابوالقاسم‌ خوئی،حسین‌ وحیدخراسانی و جواد‌ تبریزی رابطه از پشت را چه زن راضی باشد و چه زن راضی نباشد بنابر احتیاط حرام دانسته‌اند.